# Novara
Novara (Nuara trong phương ngữ Novarese của Tây Lombard) là thành phố thủ phủ tỉnh Novara ivùng Piedmont tây bắcÝ, về phía tây của Milano. Thành phố có dân số khoảng 102.862 người, là thành phố đông dân thứ nhì ở Piedmont sau Turino. Novara nằm giữa các sông Agogna và Terdoppio đông bắc Piedmont, 38 km so với Milano và 95 km so với Turino.

## Cư dân nổi tiếng
- Felice Casorati (1883–1963), họa sĩ.
- Carlo Emanuele Buscaglia (1915–1944), nhà hàng không.
- Vittorio Gregotti (born 1927), kiến trúc sư.
- Domenico Fioravanti (born 1977), vận động viên bơi lội.
- Oscar Luigi Scalfaro (born 1918), cựu tổng thống

## Kết nghĩa
- Chalon-sur-Saône, Pháp, từ năm 1970
- Koblenz, Đức, từ năm 1991
- Haskovo, Bulgaria, từ năm 2003